# Kustbandbi
Kustbandbi (Seladonia confusa) är en biart som beskrevs av Smith 1853. Inga underarter finns listade. Arten finns över en stor del av norra halvklotet.

## Taxonomi
Arten överfördes från släktet Halictus till Seladonia efter en forskningsrapport från Rasmont et al. 2017. Ändringen har dock inte slagit igenom överallt. I den här artikeln används emellertid det nya namnet.

## Beskrivning
Huvud och mellankropp har grön, metallisk färg. Antennerna är helt mörka hos honan, mycket långa hos hanen, och ofta med gul undersida. Hanen har också gulvita käkar och överläpp. Benen är mörka med ljusbrun behåring hos honan, svarta med gula skenben och fötter hos hanen. Honan är 6 till 8 mm lång, hanen 7 till 8 mm. Tergit 1 till 3 hos honan har vita hårband längs bakkanterna, medan hanen har svag, vit behåring över hela bakkroppen. Han kan även ha svaga, ljusa hårband på sterniterna.

## Ekologi
Kustbandbiet förekommer främst på sandmarker nära kusten, som sandiga hedar och sandtäkter, även om det också kan återfinnas på grövre jordar. Flygtiden varar från maj till september i gamla världen, april till oktober i Nordamerika. När det gäller pollenkällor är arten generalist, och besöker ett flertal blommande växter som sälg, maskrosor, blåmunkar och backtimjan. I Nordamerika är arten en viktig pollinatör av spanskpeppar, tomat, jordgubbar och vattenmelon. Nektar hämtar kustbandbiet från växter som bland andra björnbär, veronikor, ljung, gula korgblommiga växter, gåsört och blodrot.

### Fortplantning
Uppgifterna om artens socialiseringsgrad skiljer sig åt: Artdatabanken hävdar att biet är solitärt, det vill säga att en enda hona varar för bobyggnad och omsorg om avkomman, medan andra auktoriteter gör troligt att det är primitivt eusocialt, att flera honor delar på skötseln av samma bo. Detta grävs ut på glesbevuxen mark i varma, soliga lägen. Det göms ofta undan i en grästuva eller vid basen av någon växt. Som för andra bandbin grundläggs boet troligtvis av en enda hona, vars döttrar sedan börjar hjälpa till med skötseln av boet.
De befruktade honorna övervintrar och flyger efter vinterdvalan i april till maj. Årets hanar och honor flyger under juli till september.

## Utbredning
I den gamla världen förekommer arten från södra England till asiatiska Ryssland, samt från Spanien till mellersta Fennoskandien. Dessutom är den vitt spridd i Kanada och USA. 
I Sverige förekommer den i kustområden i Götaland nordöver till Bohuslän, Uppland och Öland. Mera osäkert är Gotland. Den förekommer även i mindre utsträckning i inlandet. Den säkraste utbredningen är i centrala till östra Skåne och mellersta Öland. Den svenska Artdatabanken klassificerar den som livskraftig (LC).
I Finland finns den i södra delen av landet (utom Åland), med en koncentration till de sydvästa landskapen, norrut till landskapen Österbotten och Norra Savolax. Den är rödlistad som nära hotad (NT) i Finland.
Generellt sett är kustbandbiet tämligen sällsynt i Eurasien, men vanligt i Nordamerika IUCN klassificerar arten som livskraftig, men listar habitatförlust till följd av byggnation, turism, skogsbruk och gruvdrift som möjliga hot.